# EBird
eBird je spletna podatkovna baza o opazovanjih ptic, ki znanstvenikom, raziskovalcem in ljubiteljskim naravoslovcem omogoča dostop do podatkov o razširjenosti in številčnosti ptic v realnem času. Na začetku je eBird zbiral podatke le iz področja zahodne poloble, leta 2008 pa se je razširil na Novo Zelandijo, junija 2010 pa na ves svet. eBird velja za ambiciozen primer vključevanja ljubiteljskih opazovalcev pri zbiranju podatkov o biotski raznovrstnosti v znanstvene namene.
eBird je primer množičnega zunanjega izvajanja zbiranja podatkov (crowdsourcing). Pogosto ga omenjajo kot dober primer vključevanja javnosti v znanost, saj obravnava državljane kot znanstvenike, kar javnosti omogoča dostop do lastnih podatkov ter uporabo podatkov, ki so jih zbrali drugi.

## Zgodovina in namen
eBird je bil leta 2002 vzpostavljen v sodelovanju med Ornitološkim laboratorijem Univerze Cornell in National Audubon Society. Zbira osnovne podatke o številčnosti in razširjenosti ptic na različnih prostorskih in časovnih ravneh. Navdih za projekt je bila podatkovna zbirja ÉPOQ, ki jo je leta 1975 ustvaril Jacques Larivée. Do 12. maja 2021 je bilo v tej svetovni podatkovni zbirki zabeleženih več kot milijardo opazovanj ptic. V zadnjih letih je vsako leto zabeleženih več kot 100 milijonov novih opazovanj.
Cilj eBirda je najbolje izkoristiti in omogočiti dostop do velikega števila opazovanj ptic, ki jih vsako leto opravijo ljubiteljski in poklicni opazovalci ptic. Opazovanja vsakega posameznika se združijo z opazovanji drugih v mednarodno mrežo. Podatki so nato dostopni prek spletnih poizvedb v različnih oblikah.

### Uporaba podatkovne zbirke
Znanstveniki so na primer podatkovno zbirko eBird uporabili za ugotavljanje povezave med migracijami ptic in monsunskim deževjem v Indiji, s čimer so potrdili tradicionalno znanje. Uporabili so jo tudi za opazovanje sprememb v razširjenosti ptic zaradi podnebnih sprememb in za pomoč pri določanju selitvenih poti. Raziskava je pokazala, da so podatki iz eBird dovolj zanesljivi za ugotavljanje populacijskih trendov in razširjenosti vrst, če je bilo za določeno območje zbranih vsaj 10.000 podatkov.

## Kritika podatkov
Sodelovanje v eBirdu je v mestnih območjih prostorsko pristransko, saj so podatki večinoma zbrani iz premožnejših sosesk. To pomeni, da podatkov eBird ne bi smeli obravnavati kot zanesljive za namene načrtovanja ali za razumevanje mestne ekologije ptic. Takšna pristranskost se lahko še poveča ob dogodkih, kot je bila pandemija covida-19, ko so vladni ukrepi v številnih državah omejili gibanje ljudi. Posledično so bila opazovanja še bolj osredotočena na urbana območja, medtem ko so druga življenjska okolja ostala premalo zastopana.
V drugi raziskavi so podatki iz eBirda dali drugačno oceno primernih habitatov za nilgirsko cipo (Anthus nilghiriensis) v primerjavi s podatki, ki so jih zbrali znanstveniki z neposrednim terenskim opazovanjem in pregledom literature. Avtorji zato opozarjajo, da je treba prostorske modele razširjenosti, ki temeljijo izključno na podatkih iz eBirda, obravnavati previdno.
Izkazalo se je, da podatki eBirda niso pristranski le prostorsko, temveč tudi časovno. Večina podatkov prihaja z območij z boljšo prometno infrastrukturo in gostejšo človeško poseljenostjo, poleg tega pa se število naloženih opazovanj skozi leto močno spreminja — največ jih je ob koncih tedna. Če pri analizah teh podatkov ne upoštevamo teh dolgoročnih in obsežnih pristranskosti, lahko sklepi bolj odražajo vedenjske vzorce uporabnikov eBirda kot dejansko vedenje ptic.
Ena izmed študij je pokazala, da imajo občanski znanstveniki različne ravni znanja in izkušenj. Avtorji so predlagali, da bi morale analize upoštevati tudi pristranskost opazovalcev. Kot primer so v raziskavi navedli eBird.

## Značilnosti
eBird beleži prisotnost ali odsotnost posameznih vrst ptic ter njihovo številčnost na podlagi seznamov opazovanj. Uporabnikom je na voljo spletni vmesnik, prek katerega lahko vnesejo svoja opazovanja ali pa si ogledajo rezultate prek interaktivnih poizvedb. Spletna orodja omogočajo vodenje osebnih evidenc o opazovanih vrstah ter vizualizacijo podatkov z interaktivnimi zemljevidi in grafi. Od leta 2022 je spletna stran eBird v celoti na voljo v 14 jezikih (z različnimi narečnimi možnostmi za tri od njih), sistem pa podpira domača imena ptic v v 55 jezikih z 39 regionalnimi različicami.
eBird je brezplačna storitev. Podatki so shranjeni v varovanem podatkovnem centru in se vsak dan arhivirajo. Dostopni so vsem uporabnikom prek spletne strani eBird in drugih aplikacij, ki jih je razvila mednarodna skupnost za informacije o biotski raznovrstnosti. Podatki eBird so na primer vključeni v Avian Knowledge Network (AKN), ki združuje podatke o populacijah ptic zahodne poloble in je vir podatkov za digitalno ornitološko referenco Birds of North America. AKN nato te podatke posreduje mednarodnim sistemom, kot je Global Biodiversity Information Facility.
eBird je del sistema Starlink v modelu Subaru Ascent letnik 2019. Omogoča integracijo sistema eBird v zaslon na dotik avtomobila.

### Regionalna spletišča
eBird vključuje več regionalnih spletišč, ki pokrivajo različne dele sveta. Upravljajo jih lokalni partnerji, ki prilagajajo vsebine in podporo glede na posamezno območje.